# Afghanistans Ministerkabinet
Afghanistans Ministerkabinet består af lederne for regeringens ministerier.
Medlemmer i 2022 er:
|                      |                         |  |                    |
| Statsminister        | Akhund, Mohammad Hassan |  | Fra 2021           |
| 1. vicestatsminister | Abdul Ghani Baradar     |  | Fra september 2021 |

## Medlemmer i tidligere regering
Præsidenten udpeger medlemmerne af kabinettet, med nationalforsamlingens godkendelse.
| Portefølje                                     | Minister                     |
| ---------------------------------------------- | ---------------------------- |
| Præsident                                      | Hamid Karzai                 |
| 1. vicepræsident                               | Ahmad Zia Massoud            |
| 2. vicepræsident                               | Karim Khalili                |
| Senior Minister                                | Hedayat Arsala               |
| Udenrigsminister                               | Rangin Dadfar Spanta         |
| Forsvarsminister                               | Gen. Abdul Rahim Wardak      |
| Indenrigsminister                              | Zarar Ahmad Moqbel           |
| Finansminister                                 | Dr. Anwar-ul Haq Ahadi       |
| Økonomiminister                                | Dr. Mohammad Jalil Shams     |
| Justitsminister                                | Sarwar Danish                |
| Kultur- og ungdomsminister                     | Abdul Karim Khoram           |
| Undervisningsminister                          | Mohamad Hanif Atmar          |
| Højere uddannelsesminister                     | Dr. Mohammad Azam Dadfar     |
| Handelsminister                                | Dr. Mohammad Amin Farhang    |
| Vand- og energiminister                        | Mohammad Ismael Khan         |
| Transportminister                              | Eng. Nehmatullah Ehsan Jawid |
| Kvindeminister                                 | Mrs. Hosn Bano Ghazanfar     |
| Hajj og Islamminister                          | Nematullah Shahrani          |
| Velfærdsminister                               | Dr. Sohrab Ali Saffary       |
| Sunhedsminister                                | Dr. Mohammad Amin Fatemi     |
| Landbrugsminister                              | Obaidullah Rameen            |
| Mine- og Industriminister                      | Ibrahim Adel                 |
| Kommunikationsminister                         | Amir Zai Sangeen             |
| Udviklingsminister                             | Ehsan Zia                    |
| Arbejds-, Martyr-, Social- og handicapminister | Noor Mohammad Qarqeen        |
| Grænse- og stammeminister                      | Abdul Karim Barahawi         |
| Minister for byudvikling                       | Mohammad Yusof Pashtun       |
| Antinarkotikaminister                          | Habibullah Qaderi            |
| Minister for flygtninge og repatriering        | Sher Mohammad Etebari        |

## Eksterne Henvisninger/kilder
CIA – World Leaders Arkiveret 26. oktober 2009 hos  Wayback Machine